# Atdhe Nuhiu
Atdhe Nuhiu (pronunție în albaneză [ˈatðɛ nuhiˈu]; n. 29 iulie 1989) este un fotbalist profesionist care joacă pe postul de atacant pentru echipa engleză Sheffield Wednesday și pentru echipa națională a Kosovoului. El a jucat anterior pentru echipa națională de fotbal a Austriei sub 21 de ani.

## Tinerețe
Athhe Nuhiu s-a născut la 29 iulie 1989 la Pristina, RSF Iugoslavia, din părinți albanezi originari din Preševo.

## Cariera pe echipe

### Ried
La data de 31 august 2009, în ultima zi de transferuri, Nuhiu a fost împrumutat la SV Ried pentru  sezonul 2009-2010. El a marcat primul său gol pentru echipă la 23 septembrie 2009, într-un meci din deplasare încheiat la egalitate, scor 1-1 cu Austria Viena, la doar unsprezece zile după ce și-a făcut debutul într-un meci pierdut de echipa sa cu SV Mattersburg.

### Rapid Viena
La 8 iunie 2010, Nuhiu a ajuns la echipa SK Rapid Viena din Bundesliga austriacă semnând un contract pe trei ani, cu opțiune de prelungire pentru încă unul. Salariul lui a fost estimat la 1,2  milioane de euro pe sezon, plus diverse bonusuri în funcție de performanțele sale. El a ales numărul 15 și și-a făcut debutul competitiv pe 22 august în meciul din etapa a cincea a Bundesligii împotriva lui SV Mattersburg, jucând alături de compatriotul său Hamdi Salihi într-o eventuală victorie acasă cu 2-0. Nuhiu a marcat primul gol pentru această echipă pe 13 noiembrie marcând golul egalizator din ultimul minut împotriva aceluiași adversar, meciul terminându-se cu 2-2.

### Sheffield Wednesday

#### Sezonul 2013-2014
Pe 25 iulie 2013, Nuhiu a semnat un contract pe trei ani cu Sheffield Wednesday din postura de jucător liber de contract. Pe 3 august 2013, Nuhiu a marcat la debutul său împotriva lui Queens Park Rangers. Nuhiu a marcat de asemenea în victoria cu 6-0 asupra lui Leeds United de pe 11 ianuarie 2014. La 1 martie 2014 a marcat împotriva lui Middlesbrough dintr-un penalty într-un meci câștigat cu 1-0. La 12 aprilie 2014, Nuhiu a înscris de două ori în remiza scor 3-3 contra lui Blackburn Rovers, fiind titular și marcând al doilea gol în minutul 72 și al treilea gol în minutul 5 al prelungirilor. Nuhiu a înscris și în următorul meci, cel de pe 17 aprilie 2014 împotriva lui Bournemouth, terminat cu victoria echipei sale, scor 2-4, în care Nuhiu a marcat primul gol al partidei în minutul 16. El a continuat să marcheze în următorul meci, în înfrângerea de acasă scor 2-3 suferită de Sheffield Wednesday împotriva lui Charlton Athletic la 21 aprilie 2014, în care Nuhiu a marcat un gol rapid în minutul 3 și i-a dat o pasă de gol lui Chris Maguire în minutul 8.

#### Sezonul 2014-2015
Pe 23 august 2014, Nuhiu a marcat de două ori în victoria de acasă, scor 3-2 împotriva lui Middlesbrough, ajutându-și echipa să obțină o serie de patru meciuri fără înfrângere. În ultima etapă a sezonului, Nuihu a marcat un important egalizator important, în urma căruia Watford a terminat pe locul al doilea, iar Bournemouth a câștigat campionatul. În acest sezon, Nuhiu a fost cel mai bun marcator al lui Sheffield Wednesday, cu 11 goluri în toate competițiile.

## Cariera la națională

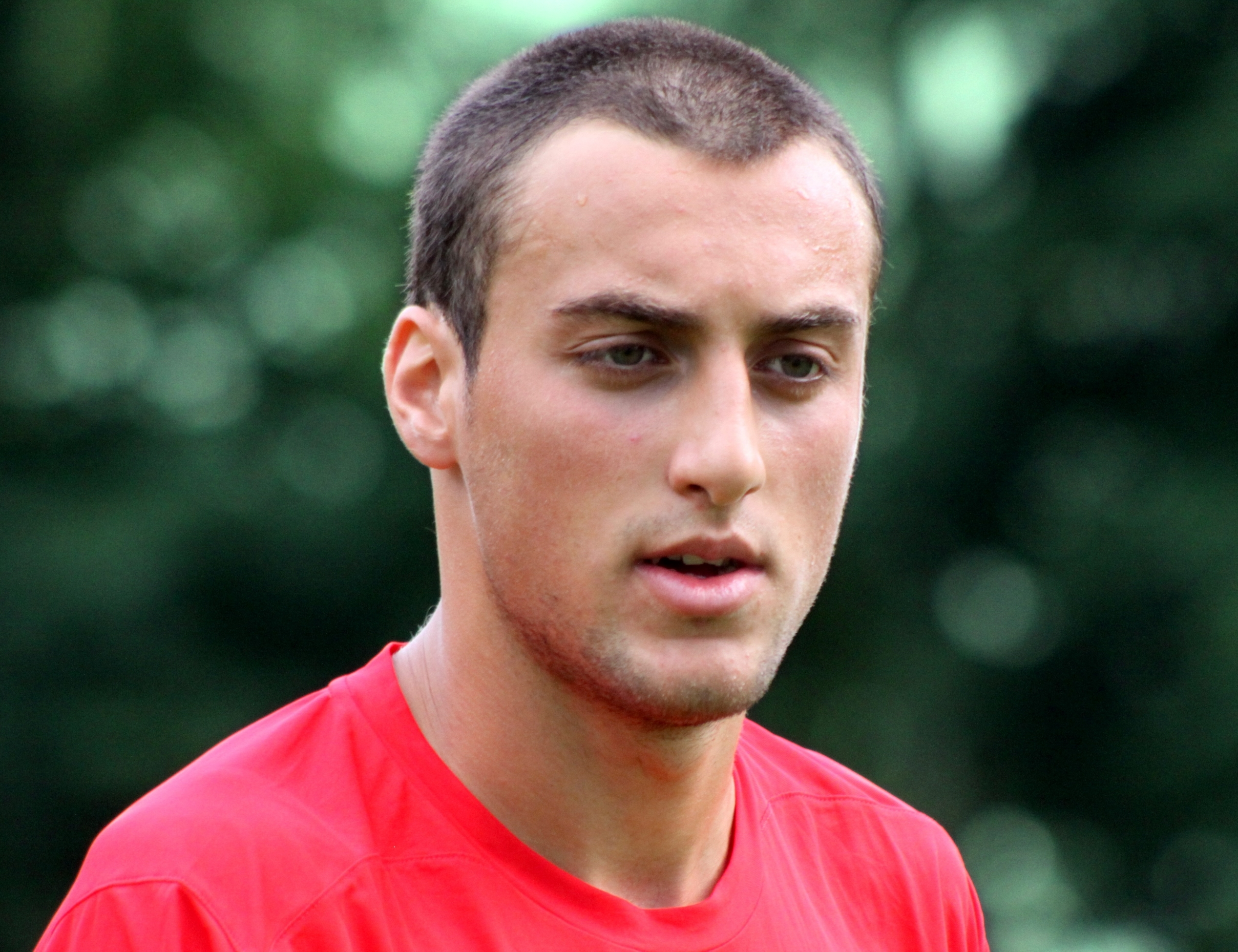
Nuhiu la Austria U21 în 2009.

Nuhiu a jucat în trecut pentru Austria U21, însă pe 10 septembrie 2009 a dat niște declarații presei conform cărora nu va juca pentru Austria, ci mai degrabă pentru Albania, deoarece visul său este cel de a juca pentru propria sa țară. În plus, când a înscris două goluri împotriva Albaniei U21 într-un meci de calificare la Campionatul European, a refuzat să sărbătorească. În acest meci a purtat ghete roșii și negre pentru a onora Albania. Într-un interviu acordat în aprilie 2014, Nuhiu a declarat că ar juca pentru Austria, deși a recunoscut că a mai discutat și cu alte federații. La 7 noiembrie 2014, Nuhiu și-a reiterat dorința de a juca pentru Austria, în cazul în care va fi convocat la națională.
La 18 noiembrie 2010, Nuhiu a declarat într-un interviu acordat mass-media că nu a putut să joace pentru Albania din cauza cetățeniei, având deja cetățenia austriacă și pentru a primi cetățenia albaneză trebuia să renunțe la cea austriacă, deoarece Austria nu permitea dubla cetățenie. Mass-media a raportat că el a fost chemat la naționala Albaniei de către selecționerul Gianni de Biasi, pentru meciul amical cu Armenia, la 14 august, dar De Biasi nu l-a păstrat în lotul definitiv. La 20 august 2013, mass-media a raportat că Nuhiu a început procedurile de obținere a unui pașaport albanez pentru a putea reprezenta în viitor echipa națională mare a Albaniei.

### Kosovo
La 19 septembrie 2014, Nuhiu a revenit declarânddeclarat că va juca pentru Kosovo, după ce această națională a fost pe deplin recunoscută de UEFA și FIFA. La 20 septembrie 2016, Muharrem Sahiti, antrenorul secund al lui Kosovo, a declarat că Nuhiu se afla în Kosovo pentru a finaliza procedurile pentru primirea pașaportului kosovar. La 4 ianuarie 2017, Nuhiu a anunțat că a primit cetățenia Kosovoului și că este pregătit pentru următoarea convocare. La 20 martie 2017, el a fost convocat la naționala Kosovoului pentru un meci de calificare la Campionatul Mondial din 2018 împotriva Islandei, fiind titular și marcând singurul gol al echipei sale în înfrângerea cu 2-1.

## Statistici privind cariera

### Club
Până pe 21 aprilie 2018 
| Club                     | Sezon         | Campionat           | Campionat | Campionat | Cupă    | Cupă   | Continental | Continental | Total   | Total  |
| Club                     | Sezon         | Divizie             | Meciuri   | Goluri    | Meciuri | Goluri | Meciuri     | Goluri      | Meciuri | Goluri |
| ------------------------ | ------------- | ------------------- | --------- | --------- | ------- | ------ | ----------- | ----------- | ------- | ------ |
| Wels                     | 2006–2007     | Regionalliga        | 21        | 6         | 0       | 0      | —           | —           | 21      | 6      |
| Wels                     | 2007–2008     | Regionalliga        | 30        | 11        | 0       | 0      | —           | —           | 30      | 11     |
| Wels                     | Total         | Total               | 51        | 17        | 0       | 0      | —           | —           | 51      | 17     |
| Austria Kärnten          | 2008–2009     | Bundesliga Austriei | 17        | 2         | 2       | 2      | —           | —           | 19      | 4      |
| Austria Kärnten          | 2009–2010     | Bundesliga Austriei | 3         | 0         | 1       | 1      | —           | —           | 4       | 1      |
| Austria Kärnten          | Total         | Total               | 20        | 2         | 3       | 3      | —           | —           | 23      | 5      |
| Ried (împrumut)          | 2009–2010     | Bundesliga Austriei | 27        | 6         | 2       | 0      | —           | —           | 29      | 6      |
| Ried (împrumut)          | Total         | Total               | 27        | 6         | 2       | 0      | —           | —           | 29      | 6      |
| Rapid Viena              | 2010–2011     | Bundesliga Austriei | 28        | 5         | 2       | 1      | 8           | 2           | 38      | 8      |
| Rapid Viena              | 2011–2012     | Bundesliga Austriei | 31        | 8         | 2       | 1      | —           | —           | 33      | 9      |
| Rapid Viena              | Total         | Total               | 59        | 13        | 4       | 2      | 8           | 2           | 71      | 17     |
| Eskișehirspor (împrumut) | 2012–2013     | Süper Lig           | 28        | 2         | 8       | 0      | 4           | 1           | 40      | 3      |
| Eskișehirspor (împrumut) | Total         | Total               | 28        | 2         | 8       | 0      | 4           | 1           | 40      | 3      |
| Sheffield Wednesday      | 2013–2014     | Championship        | 38        | 8         | 5       | 0      | —           | —           | 43      | 8      |
| Sheffield Wednesday      | 2014–2015     | Championship        | 43        | 8         | 4       | 3      | —           | —           | 47      | 11     |
| Sheffield Wednesday      | 2015–2016     | Championship        | 44        | 3         | 6       | 2      | —           | —           | 50      | 5      |
| Sheffield Wednesday      | 2016–2017     | Championship        | 21        | 0         | 2       | 0      | —           | —           | 23      | 0      |
| Sheffield Wednesday      | 2017–2018     | Championship        | 26        | 11        | 7       | 3      | —           | —           | 33      | 14     |
| Sheffield Wednesday      | Total         | Total               | 172       | 27        | 24      | 8      | —           | —           | 196     | 35     |
| Total carieră            | Total carieră | Total carieră       | 357       | 67        | 41      | 13     | 12          | 3           | 410     | 83     |

### Meciuri la națională
Până pe 20 noiembrie 2018 
| Echipa națională | An    | Meciuri | Goluri |
| ---------------- | ----- | ------- | ------ |
| Kosovo           | 2017  | 7       | 1      |
| Kosovo           | 2018  | 6       | 1      |
| Total            | Total | 13      | 2      |

#### Goluri la națională
Până pe 10 septembrie 2018 
Rubrica scor indică scorul după golul marcat de Atdhe Nuhiu
| Gol | Dată               | Stadion                                  | Adversar       | Scor | Rezultat | Competiție                                   | Notă   |
| --- | ------------------ | ---------------------------------------- | -------------- | ---- | -------- | -------------------------------------------- | ------ |
| 1.  | 24 martie 2017     | Stadionul Loro Boriçi, Shkodër, Albania  | Islanda        | 1 -2 | 1-2      | Calificările la Campionatul Mondial din 2018 | [ 29 ] |
| 2.  | 10 septembrie 2018 | Stadionul Fadil Vokrri, Pristina, Kosovo | Insulele Feroe | 2 -0 | 2-0      | Liga Națiunilor UEFA 2018-2019               | [ 30 ] |